# Fort Navajo
Fort Navajo (Fort Navajo, een avontuur van luitenant Blueberry) is het eerste album van de stripreeks Blueberry van Jean-Michel Charlier (scenario) en Jean Giraud (tekeningen).
Het verhaal werd in 1963 voorgepubliceerd in het Franse stripblad Pilote. Hierop werd het ook in 1965 voorgepubliceerd in het stripweekblad Fix & Foxi ( no's 26-41) voordat het werd uitgebracht in album in 1965. Fort Navajo markeert het begin van een cyclus van vijf verhalen die handelen over de Indiaanse oorlog. 

## Inhoud
Na de Amerikaanse Burgeroorlog wordt luitenant Blueberry naar het westen gestuurd, waar hij zich moet melden in Fort Navajo. Tijdens zijn reis ontdekt hij dat een ranch in brand is gestoken en de bewoners gescalpeerd. Er zijn aanwijzingen dat het indianen waren die de ranch aanvielen, maar in werkelijkheid zijn dit Mexicaanse bandieten. De plaatsvervangend commandant van Fort Navajo, Bascom, die indianen haat, laat een groep indianen in een hinderlaag lopen om de aanval op de ranch te wreken. Deze aanval zal een oorlog tegen de indianen veroorzaken.

## Hoofdpersonen
- Blueberry, cavalerie luitenant
- Graig, luitenant
- Bascom, Major die een hekel heeft aan Indianen
- Colonel Dickson, commandant van Fort Navajo
- Crowe, luitenant en halfbloed Indiaan